# Hermanniella septentrionalis
Hermanniella septentrionalis är en kvalsterart som beskrevs av Berlese 1910. Hermanniella septentrionalis ingår i släktet Hermanniella och familjen Hermanniellidae. Inga underarter finns listade i Catalogue of Life.